# Michoacán, Jiquipilas
Michoacán är en ort i Mexiko.   Den ligger i kommunen Jiquipilas och delstaten Chiapas, i den sydöstra delen av landet, 700 km sydost om huvudstaden Mexico City. Michoacán ligger 678 meter över havet och antalet invånare är 496.
Terrängen runt Michoacán är varierad. Runt Michoacán är det ganska glesbefolkat, med 47 invånare per kvadratkilometer. Närmaste större samhälle är Tierra y Libertad, 11,8 km väster om Michoacán. I omgivningarna runt Michoacán växer huvudsakligen savannskog.